# 행남사 (1942년)
행남사는 1942년부터 1980년까지 존재했던 대한민국의 도자기 회사이다.